# Vihorlát–Gutin-hegyvidék
A Vihorlát–Gutin-hegyvidék (szlovákul: Vihorlatsko-gutinska oblast, ukránul: Вигорлат-Гутинський вулканічний хребет, románul: Munţii vulcanici Vihorlat-Gutâi) vulkanikus hegylánc a Keleti-Kárpátok belső vonulatában. Hossza 220 km.

## Részei
A hegylánc részei:
- Vihorlát (szlovákul: Vihorlatské vrchy)
- Kéklő-hegység vagy Szinyák (ukránul: Синяк)
- Borló (ukránul: Великий Діл)
- Nagyszőlősi-hegység (ukránul: Великий Шолес / Тупий)
- Avas-hegység (románul: Munţii Oaşului)
- Gutin-hegység[2] (románul: Munţii Gutâi)
  - Kőhát[2] (románul: Igniş / Creasta Pietrii)
- Lápos–Széples-hegyvidék
  - Lápos-hegység (románul: Munţii Lăpuşului)
  - Cibles (románul: Munţii Ţibleş)